# Edith Eccles
Edith Eccles (Liverpool 8 de octubre de 1910 - Ibídem 24 de junio de 1977) fue una destacable arqueóloga clásica británica.
Perteneció al grupo de mujeres de la Escuela Británica de Atenas notablemente emprendedoras en la década de 1930.

## Biografía y formación
Eccles nació en el seno de una familia modesta pero acomodada. En su ciudad natal estudió en la Council School de 1916 a 1921, y en la Queen Mary High School de 1921 a 1928.
En 1928 ingresó en la Royal Holloway de la Universidad de Londres con la ayuda parcial de una beca del Holt Educational Trust. Allí se interesó por el arte y la arqueología griega con las enseñanzas de Bernard Ashmole. En 1931 obtuvo su licenciatura en Clásicas.
Posteriormente fue a la Escuela Británica de Atenas en el curso 1933-1934. Al mismo tiempo que realizaba sus estudios de arqueología trabajó como bibliotecaria y secretaria adjunta del Instituto de Arqueología de Liverpool. En la Escuela Británica de Atenas recibió clases de Historia del Arte Griego y Romano del catedrático John Percival Droop. También estudió Métodos y práctica de la Arqueología, Arte Egipcio, Historia Griega y Romana y asistió a cursos de geología y topografía. Obtuvo su certificado de arqueología, sin embargo no pudo asistir a las excavaciones. Las mujeres no tenían permitido residir y participar en las excvaciones, en gran medida por ciertos prejuicios y costumbres de la época. Esta situación no empezó a cambiar hasta el final de la Primera Guerra Mundial.
Como estudiante, tenía que realizar investigaciones sobre un tema en particular. Decidió seguir la sugerencia del director de la escuela, Humfry Payne, trabajando sobre «una historia general de las gemas y piedras de sello del período minoico tardío, sus antecedentes y supervivencias».

## Trayectoria
Edith Eccles perteneció a la llamada generación cretense de la escuela y concretamente al grupo de mujeres emprendedoras que trabajaron en el entorno de la Escuela Británica de Atenas, en la década de 1930. Entre otras, estaban Sylvia Benton, Winifred Lamb y Mercy Money-Coutts (Seiradaky), esta última contemporánea de Eccles de quien fue amiga y colega y con quien trabajó y viajó por Grecia y más allá.
Su investigación sobre la glíptica minoica la llevó a trabajar al Egeo y allí además trabajó con John Pendlebury, Hilda Pendlebury y Mercy Money-Coutts en la reorganización del Museo Estratigráfico de Cnosos. Los resultados de ese trabajo se publicaron por fascículos entre los años 1933 y 1935 y fueron muy valiosos y útiles para la orientación de posteriores generaciones estudiosas de la materia.
En 1935, Eccles trabajó con R.W. Hutchinson en la excavación de la Villa Dionysos y con el arqueólogo Spyridon Marinatos con las excavaciones del santuario de las cuevas de Arkalochori. Mantuvo una fuerte relación profesional con Marinatos a lo largo de su vida, que está documentada a través de los informes de Evans enviados a The Times y las cartas publicadas en 2015.
En otoño de ese año consiguió una beca en la Royal Holloway para realizar un máster en Arqueología. Pensó en aprovechar esa oportunidad para redactar su trabajo de investigación sobre la glíptica minoica y presentarlo como tesis a finales de 1936, sin embargo renunció a ello por seguir colaborando con Evans en la publicación del cuarto volumen del Palacio de Minos.
En ese momento, trabajó en ilustraciones para la publicación de Arthur Evans de sus excavaciones en Cnossos.
Durante el curso académico 1936-37 obtuvo otra beca, en esta ocasión la Mary Paul Collins de Arqueología en el Bryn Mawr College, donde estudió arqueología griega con Mary Hamilton Swindler, Rhys Carpenter y Valentin Mueller. Mientras, siguió investigando sobre gemas y piedras de sello de los períodos minoico tardío y micénico.
En el verano de 1936 Eccles regresó a Creta donde trabajó con el material subminoico de Cnosos y colaboró con R.W. Hutchinson en la publicación de los hallazgos de las excavaciones de Palaikastro y Praisosografía.  También viajó a Quíos con Mercy Money-Coutts en busca de yacimientos antiguos.
En 1938 dirigió las excavaciones de Ayio Gala, en Quíos, y durante la Segunda Guerra Mundial trabajó como oficial de distrito para la Administración de las Naciones Unidas para el Auxilio y la Rehabilitación.
La prometedora pero breve carrera arqueológica de Eccles se vio interrumpida por la II Guerra Mundial y tuvo un final prematuro por la aparición de la esclerosis múltiple. En 1946 entró en el Ministerio de Asuntos Exteriores, donde trabajó hasta su jubilación en 1965.

## Trabajos seleccionados
- Eccles, Edith. "The Seals and Sealings." Annual of the British School at Athens vol. 40(1940): 43–49.
- Hutchinson, R. W., Edith Eccles, and Sylvia Benton. "Unpublished Objects from Palaikastro and Praisos. II." The Annual of the British School at Athens, vol. 40(1939): 38–59. .